# Han Huandi
L'empereur Huandi (桓帝) (132-25 janvier 168) de la dynastie Han régna de 146 à 168. Son nom personnel est Liu Zhi (
劉志).
Les Kouchans lui envoyèrent des présents en 158-159.
Selon le Hou Hanshu (Livre des Han postérieurs), il accueillit en 166 à Luoyang un convoi romain envoyé par l'empereur Marc Aurèle.